# Arcole (Italie)
Pour les articles homonymes, voir Arcole.
Arcole est une ville de Vénétie de 6 216 habitants, sur l'Alpone, affluent de l'Adige et à 28 km au sud-est de Vérone.

## Géographie
Arcole se situe à mi-chemin des villes de Vérone et de Vicence, dans une région marécageuse. L'Alpone est le nom de la rivière qui la traverse.
La ville comprend les frazioni de Gazzolo et Volpino.

## Histoire
La ville est connue pour la célèbre bataille du pont d'Arcole qui s'est tenue entre le 15 et le 17 novembre 1796 quand Napoléon Bonaparte battit les Autrichiens. Un obélisque, érigé par Napoléon lui-même, rappelle cet événement. Les inscriptions latines présentes sur la base de l'obélisque ont été rédigées par Carlo Cattaneo. Au départ, cette tâche devait être accomplie par Ugo Foscolo qui, après le traité de Campo-Formio, refusa finalement.

## Économie
La ville donne son nom à un vin AOC.

## Culture

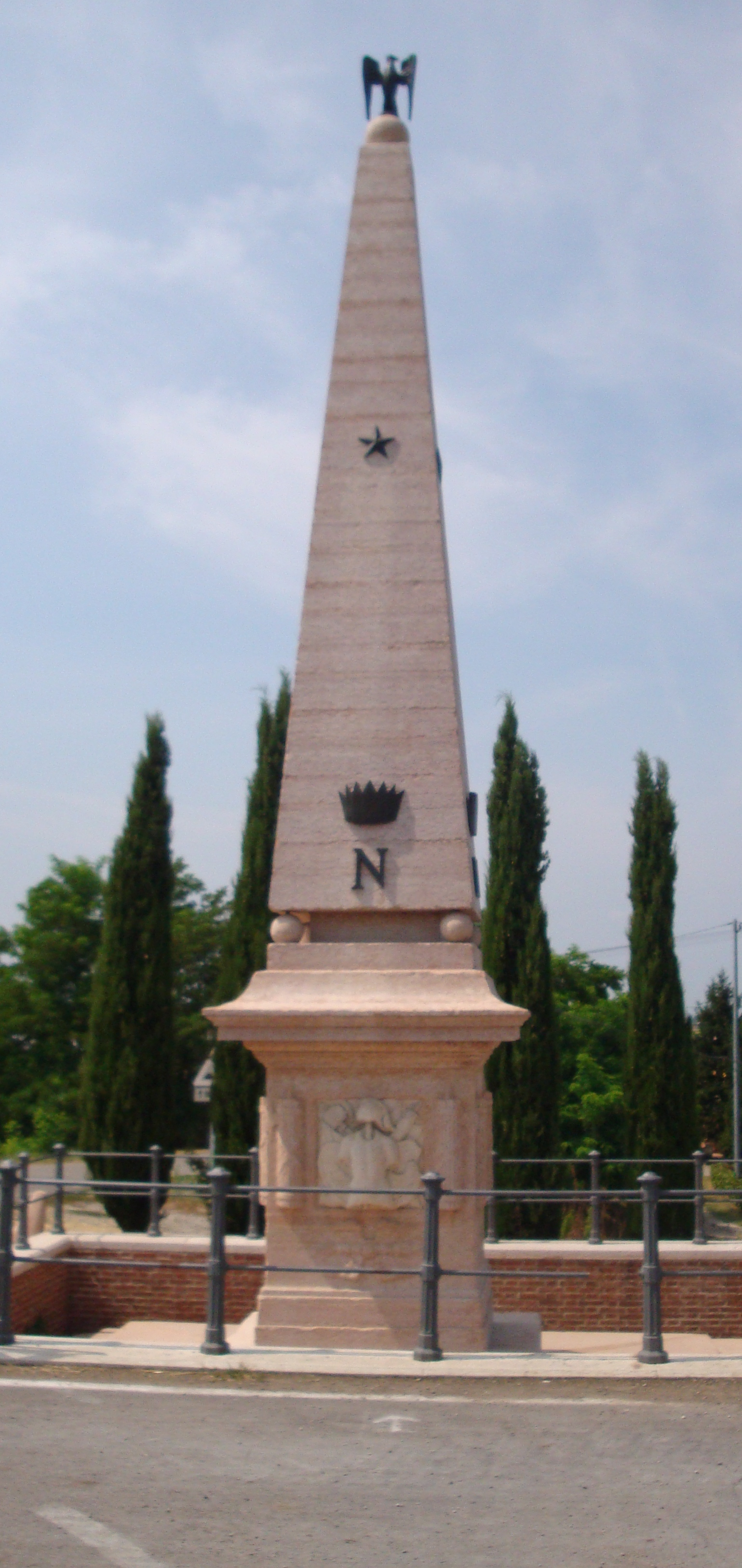
Le monument en mémoire de la bataille d'Arcole.

Il existe un monument en souvenir de la bataille d'Arcole. C'est un obélisque avec à son sommet, l'aigle impérial. L'histoire du lieu est également disposée en italien sur un présentoir devant le célèbre pont.
Un petit musée tenu par un amateur de Napoléon se trouve à l’intérieur d'une chapelle de la ville.

## Lieux d'intérêts

### Église
- Église dell'Alzana - XVIIe siècle

### Villa
- Villa Ottolini - XVIIIe siècle

### Fortifications
- Castello - XIIIe siècle
- L'Arc des Croates - XIVe siècle

### Monument
- L’obélisque Napoléon - XIXe siècle

### Musées
- Musée Napoléon
- Musée Contadino dell'Alzana

## Événements
- Fête des asperges

Tous les ans au mois de Mai. Les asperges locales sont réputées dans toute la Vénétie.
- Foire Nationale de San Martino

Elle se déroule le week-end le plus proche de la fête de la Saint-Martin (11 novembre) et est destiné à promouvoir les produits locaux, l'histoire et les traditions de la province de Vérone. Il y a des expositions, des concours et des stands de dégustations

## Administration
Le maire est Joan Negro (Ligue du Nord) depuis le 8 juin 2009.

### Hameaux
Gazzolo et Volpino.

### Communes limitrophes
Belfiore, Lonigo (Vicence), San Bonifacio, Veronella, Zimella.

### Jumelage
- Cadenet (France)